# دراسات نمطية
الدَّرَّاسات النمطيَّة (باللاتينية: Toxostoma) هي أحد أجناس الطيور المنتمية لفصيلة المُحاكيات. مُفردها «درَّاس»، وهو اسم يُطلق على جميع الأنواع المُنتمية لهذا الجنس، وعلى أنواعٍ قليلة أخرى تنتمي لفصيلة المُحاكيات (باللاتينية: Mimidae). تُعتبر الطيور المنتمية لهذا الجنس «نمطيَّة» كونها أكثر الدرَّاسات شيوعًا، ولأن هذا الجنس يضم أكبر عددٍ منها.

## الوصف

### القد والكِسوة
يتراوح طولها بين 22 و32 سنتيمتر. الذيل مستقيمٌ وطويل، يفوق الجسد طولًا عند جميع الأنواع. أمَّا المنقار فمعقوف ناحية الأسفل مثل جميع المُحاكيات، ويختلف مقدار ثخانته باختلاف النوع. الكِسوة رماديَّة أو بُنيَّة كامِدة، تصبح قاتمةً على الأجنحة والذيل، كما تظهر على الأجنحة بضعة تقليمات أبهت لونًا. ريشات الحلق والصدر والبطن ناصعة (رماديَّة أو بيضاء في العادة)، تظهر عليها عند كثير من الأنواع رقطٌ قاتمة. أمَّا القزحيَّات فيمكن أن تظهر بلونٍ أصفر، أو برتقالي، أو أحمر.

### السلوك
طيورٌ قارتة (آكلة لكل شيء) يشتمل قوتها على الحشرات، والفاكهة، والبزور، الديدان، وحتى بعض الزواحف الصغيرة بين الحين والآخر. عددٌ من الأنواع غرّيد ذو صوتٍ عذب، لذا فقد كانت هدف لتجارة طيور الأقفاص. وبعضها مُهاجر، يتجه جنوبًا ليشتو خلال الأشهر الباردة. تُفضِّلُ سكن الموائل الطبيعيَّة الصحراويَّة وشبه الصحراويَّة وأراضي الأشجار القمئية، وبعضها الآخر يسكن الغابات، ونوعٌ واحد هو درَّاس كوزوميل، يقطن الغابات الاستوائيَّة.

## التسمية
من الأسماء التي تُعرف بها هذه الطيور في البلدان الناطقة بالإسبانيَّة «Cuitlacoche»، وهو اسم مُشتق من اللغة الناواتليَّة من كلمتيّ كويتلا بمعنى براز، وكوتشي بمعنى ينام، وهكذا فإنَّ اسمها يُصبح «النائمة في البراز». يُعتقد أنَّ اسم هذه الطيور هو أصل تسمية أحد أنواع الفِطار وهو تفحم الذرة (Ustilago maydis).
يقترح العالم فرانسيسكو سانتاماريَّا أصلًا آخرًا لهذا الاسم، ويقول أنه تحريف لتسمية cuicacoche من اللغة الناواتليَّة أيضًا، من كلمتيّ كويكاتلي بمعنى المُغرِّد، وكوتشي بمعنى ينام، بمعنى «المُغرِّدة حتى تنام».

## الأنواع
| - الدراس العُييني (Toxostoma ocellatum) - الدراس البني (Toxostoma rufum) - درَّاس كوزوميل (Toxostoma guttatum) - دراس بندير (Toxostoma bendirei) - الدراس منحني المنقار (Toxostoma curvirostre) | - دراس ليكونته (Toxostoma lecontei) - الدراس البالوعي (Toxostoma crissale) - دراس كاليفورنيا (Toxostoma redivivum) - الدراس الرمادي (Toxostoma cinereum) - الدراس طويل المنقار (Toxostoma longirostre) |